# Ása Ólafsdóttir
Ása Ólafsdóttir (* 1970) ist eine isländische Juristin. Seit 2020 ist sie Richterin am Hæstiréttur, dem obersten Gerichtshof Islands.

## Leben und Wirken
Ása Ólafsdóttir legte 1990 ihr Abitur an der Verzlunarskóli Íslands, dem ältesten isländischen Privatgymnasium, ab. Anschließend studierte sie Rechtswissenschaften an der Háskóli Íslands, wo sie 1996 ihren Abschluss machte. Anschließend war sie in Island als Rechtsanwältin tätig. 2000 erwarb sie den Titel Master of Laws an der University of Cambridge. Nach ihrer Rückkehr nach Island wurde sie Partnerin in der Kanzlei, in der sie bereits zuvor gearbeitet hatte. 2003 wechselte sie die Kanzlei und wurde 2006 Dozentin an der Universität Islands. Von 2009 bis 2010 war sie Assistentin der isländischen Justizministerin Ragna Árnadóttir. An der Universität Islands stieg sie 2012 zur außerordentlichen und 2018 zur ordentlichen Professorin auf. Ihre Forschungsschwerpunkte lagen im Finanz- und Verfahrensrecht. Anfang 2020 war sie kurzzeitig Dekanin der rechtswissenschaftlichen Fakultät, bevor sie im Februar 2020 zur Richterin am Landsréttur ernannt wurde. Bereits im November 2020 wurde sie zur Richterin am Hæstiréttur ernannt, wo sie seitdem tätig ist.